# Halowe Mistrzostwa Świata w Lekkoatletyce 2012
14. Halowe Mistrzostwa Świata w Lekkoatletyce – zawody lekkoatletyczne, które odbyły się od 9 do 11 marca 2012 roku w tureckim Stambule.
Lekkoatletyczne halowe mistrzostwa świata pierwszy raz odbywały się w Turcji. Wcześniej Turcja nigdy nie gościła zawodów z kalendarza Międzynarodowego Stowarzyszenia Federacji Lekkoatletycznych IAAF – dotychczas kraj gościł mniejsze imprezy lekkoatletyczne takie jak zimowy puchar Europy w rzutach, puchar Europy w biegu na 10 000 metrów, mistrzostwa Europy w biegach górskich, puchar Europy oraz drużynowe mistrzostwa Europy. W 2005 w Izmirze odbyła się letnia uniwersjada.
W imprezie wzięły udział 172 reprezentacje narodowe – była to największa liczba krajów startujących w halowych mistrzostwach świata od pierwszej edycji zawodów.

## Wybór organizatora
Decyzję o przyznaniu miastu prawa do organizacji imprezy podjęto na kongresie IAAF 25 listopada 2007 w Monako. Wcześniej, 25 marca tegoż roku, na spotkaniu w Mombasie IAAF podjął decyzję, że organizatora wybierze spośród stolicy Kataru Doha i Stambułu. Ostatecznie zdecydowano, że Al-Dauha zorganizuje imprezę tej rangi w roku 2010, a Stambuł dwa lata później.

## Przygotowania
Początkowo planowano przeprowadzić zawody w hali Sinan Erdem. Kilka miesięcy przed rozgrywanymi w Turcji we wrześniu 2010 roku mistrzostwami świata w koszykówce mężczyzn postanowiono, że z okazji mistrzostw w bliskim sąsiedztwie Sinan Erdem powstanie nowa hala przeznaczona wyłącznie do lekkoatletyki. W kwietniu 2011 zaprezentowano logo imprezy oraz wygląd medali, które otrzymają zawodnicy. Hala Ataköy Atletizm Salonu, która może pomieścić na trybunach ponad 7000 widzów została oddana do użytku 5 stycznia 2012 roku i jest pierwszą halą lekkoatletyczną w Turcji. Pierwszymi imprezami w nowej arenie były halowe mistrzostwa Turcji (26–28 stycznia) oraz zaplanowane na 18 lutego halowe mistrzostwa krajów bałkańskich.
W światowej lekkoatletyce zawody zostały poprzedzone m.in. serią halowych mityngów IAAF Indoor Permit Meetings. Jedynymi halowymi mistrzostwami kontynentalnymi przed imprezą w Stambule były przeprowadzone 18 i 19 lutego w Hangzhou (Chiny) halowe mistrzostwa Azji.

## Program
Zawody trwały trzy dni – zawodnicy walczyli o medale w 13 konkurencjach (tyle samo wśród kobiet i mężczyzn).
| H | Eliminacje | Q | Kwalifikacje | ½ | Półfinał | F | Finał |

| Data →             | 9.03 | 9.03 | 10.03 | 10.03 | 10.03 | 11.03 | 11.03 | 11.03 |
| Konkurencja↓       | R    | P    | R     | P     | P     | R     | P     | P     |
| ------------------ | ---- | ---- | ----- | ----- | ----- | ----- | ----- | ----- |
| Bieg na 60 m       |      | H    |       | ½     | F     |       |       |       |
| Bieg na 400 m      | H    | ½    |       | F     | F     |       |       |       |
| Bieg na 800 m      | H    |      | ½     |       |       |       | F     | F     |
| Bieg na 1500 m     | H    |      |       | F     | F     |       |       |       |
| Bieg na 3000 m     |      | H    |       |       |       |       | F     | F     |
| Bieg na 60 m ppł   |      |      | H     |       |       |       | ½     | F     |
| Sztafeta 4 x 400 m |      |      | H     |       |       |       | F     | F     |
| Skok wzwyż         |      |      | Q     |       |       |       | F     | F     |
| Skok o tyczce      |      |      |       | F     | F     |       |       |       |
| Skok w dal         |      | Q    |       | F     | F     |       |       |       |
| Trójskok           |      |      | Q     |       |       |       | F     | F     |
| Pchnięcie kulą     | Q    | F    |       |       |       |       |       |       |
| Siedmiobój         | F    | F    | F     | F     | F     |       |       |       |

| Data →             | 9.03 | 9.03 | 10.03 | 10.03 | 10.03 | 11.03 | 11.03 | 11.03 |
| Konkurencja↓       | R    | P    | R     | P     | P     | R     | P     | P     |
| ------------------ | ---- | ---- | ----- | ----- | ----- | ----- | ----- | ----- |
| Bieg na 60 m       |      |      | H     |       |       |       | ½     | F     |
| Bieg na 400 m      | H    | ½    |       | F     | F     |       |       |       |
| Bieg na 800 m      | H    |      |       |       |       |       | F     | F     |
| Bieg na 1500 m     |      | H    |       | F     | F     |       |       |       |
| Bieg na 3000 m     | H    |      |       |       |       |       | F     | F     |
| Bieg na 60 m ppł   |      | H    |       | ½     | F     |       |       |       |
| Sztafeta 4 x 400 m |      |      |       |       |       |       | F     | F     |
| Skok wzwyż         | Q    |      |       | F     | F     |       |       |       |
| Skok o tyczce      |      |      |       |       |       |       | F     | F     |
| Skok w dal         |      |      | Q     |       |       |       | F     | F     |
| Trójskok           | Q    |      |       | F     | F     |       |       |       |
| Pchnięcie kulą     |      |      | Q     | F     | F     |       |       |       |
| Pięciobój          | F    | F    |       |       |       |       |       |       |

## Rezultaty

### Mężczyźni
| Konkurencja:                          | 1. miejsce                                                                        | Rezultat       | 2. miejsce                                                                        | Rezultat  | 3. miejsce                                                                         | Rezultat   | Źródło |
| Bieg na 60 m (szczegóły)              | Justin Gatlin                                                                     | 6,46 SB        | Nesta Carter                                                                      | 6,54      | Dwain Chambers                                                                     | 6,60       | [ 27 ] |
| Bieg na 400 m (szczegóły)             | Nery Brenes                                                                       | 45,11 CR WL NR | Demetrius Pinder                                                                  | 45,34 SB  | Chris Brown                                                                        | 45,90 SB   | [ 28 ] |
| Bieg na 800 m (szczegóły)             | Mohammed Aman                                                                     | 1:48,36        | Jakub Holuša                                                                      | 1:48,62   | Andrew Osagie                                                                      | 1:48,92    | [ 29 ] |
| Bieg na 1500 m (szczegóły)            | Abdalaati Iguider                                                                 | 3:45,21        | İlham Tanui Özbilen                                                               | 3:45,35   | Mekonnen Gebremedhin                                                               | 3:45,90    | [ 30 ] |
| Bieg na 3000 m (szczegóły)            | Bernard Lagat                                                                     | 7:41,44 SB     | Augustine Choge                                                                   | 7:41,77   | Edwin Soi                                                                          | 7:41,78    | [ 31 ] |
| Bieg na 60 m przez płotki (szczegóły) | Aries Merritt                                                                     | 7,44           | Liu Xiang                                                                         | 7,49      | Pascal Martinot-Lagarde                                                            | 7,53 PB    | [ 32 ] |
| Sztafeta 4 × 400 m (szczegóły)        | Stany Zjednoczone · Frankie Wright · Calvin Smith · Manteo Mitchell · Gil Roberts | 3:03,94        | Wielka Brytania · Conrad Williams · Nigel Levine · Michael Bingham · Richard Buck | 3:04,72   | Trynidad i Tobago · Lalonde Gordon · Renny Quow · Jereem Richards · Jarrin Solomon | 3:06,85 NR | [ 33 ] |
| Skok wzwyż (szczegóły)                | Dimitrios Chondrokukis                                                            | 2,33 PB        | Andriej Silnow                                                                    | 2,33      | Iwan Uchow                                                                         | 2,31       | [ 34 ] |
| Skok o tyczce (szczegóły)             | Renaud Lavillenie                                                                 | 5,95 WL        | Björn Otto                                                                        | 5,80      | Brad Walker                                                                        | 5,80       | [ 35 ] |
| Skok w dal (szczegóły)                | Mauro da Silva                                                                    | 8,23           | Henry Frayne                                                                      | 8,23 AR   | Aleksandr Mieńkow                                                                  | 8,22       | [ 36 ] |
| Trójskok (szczegóły)                  | Will Claye                                                                        | 17,70 WL PB    | Christian Taylor                                                                  | 17,63 PB  | Lukman Adams                                                                       | 17,36 PB   | [ 37 ] |
| Pchnięcie kulą (szczegóły)            | Ryan Whiting                                                                      | 22,00 WL PB    | David Storl                                                                       | 21,88 PB  | Tomasz Majewski                                                                    | 21,72 NR   | [ 38 ] |
| Siedmiobój (szczegóły)                | Ashton Eaton                                                                      | 6645 pkt. WR   | Ołeksij Kasjanow                                                                  | 6071 pkt. | Artiom Łukjanienko                                                                 | 5969 pkt.  | [ 39 ] |

### Kobiety
| Konkurencja:                          | 1. miejsce                                                                               | Rezultat      | 2. miejsce                                                                               | Rezultat               | 3. miejsce                                                                                  | Rezultat     | Źródło |
| Bieg na 60 m (szczegóły)              | Veronica Campbell-Brown                                                                  | 7,01 WL       | Murielle Ahouré                                                                          | 7,04 NR                | Tianna Bartoletta                                                                           | 7,09         | [ 40 ] |
| Bieg na 400 m (szczegóły)             | Sanya Richards-Ross                                                                      | 50,79         | Aleksandra Fiedoriwa                                                                     | 51,76                  | Natasha Hastings                                                                            | 51,82        | [ 41 ] |
| Bieg na 800 m (szczegóły)             | Pamela Jelimo                                                                            | 1:58,83 WL NR | Natalija Łupu                                                                            | 1:59,67 PB             | Erica Moore                                                                                 | 1:59,97 PB   | [ 42 ] |
| Bieg na 1500 m (szczegóły)            | Genzebe Dibaba                                                                           | 4:05,78       | Mariem Alaoui Selsouli                                                                   | 4:07,78                | Aslı Çakır Alptekin                                                                         | 4:08,74 NR   | [ 43 ] |
| Bieg na 3000 m (szczegóły)            | Hellen Onsando Obiri                                                                     | 8:37,16       | Meseret Defar                                                                            | 8:38,26                | Gelete Burka                                                                                | 8:40,18      | [ 44 ] |
| Bieg na 60 m przez płotki (szczegóły) | Sally Pearson                                                                            | 7,73 WL AR    | Tiffany Porter                                                                           | 7,94                   | Alina Tałaj                                                                                 | 7,97 SB      | [ 45 ] |
| Sztafeta 4 × 400 m (szczegóły)        | Wielka Brytania · Shana Cox · Nicola Sanders · Christine Ohuruogu · Perri Shakes-Drayton | 3:28,76 WL    | Stany Zjednoczone · Leslie Cole · Natasha Hastings · Jernail Hayes · Sanya Richards-Ross | 3:28,79                | Rosja · Julija Guszczina · Ksienija Ustałowa · Marina Karnauszczenko · Aleksandra Fiedoriwa | 3:29,55      | [ 46 ] |
| Skok wzwyż (szczegóły)                | Chaunté Lowe                                                                             | 1,98          | Antonietta Di Martino Anna Cziczerowa Ebba Jungmark                                      | 1,95 =SB 1,95 1,95 =SB |                                                                                             |              | [ 47 ] |
| Skok o tyczce (szczegóły)             | Jelena Isinbajewa                                                                        | 4,80          | Vanessa Boslak                                                                           | 4,70 NR                | Holly Bleasdale                                                                             | 4,70         | [ 48 ] |
| Skok w dal (szczegóły)                | Brittney Reese                                                                           | 7,23 CR AR WL | Janay DeLoach                                                                            | 6,98 SB                | Shara Proctor                                                                               | 6,89 NR      | [ 49 ] |
| Trójskok (szczegóły)                  | Yamilé Aldama                                                                            | 14,82 SB      | Olga Rypakowa                                                                            | 14,63                  | Mabel Gay                                                                                   | 14,29        | [ 50 ] |
| Pchnięcie kulą (szczegóły)            | Valerie Adams                                                                            | 20,54 AR      | Nadzieja Astapczuk                                                                       | 20,42                  | Michelle Carter                                                                             | 19,58 SB     | [ 51 ] |
| Pięciobój (szczegóły)                 | Natala Dobrynśka                                                                         | 5013 pkt. WR  | Jessica Ennis                                                                            | 4965 pkt. NR           | Austra Skujytė                                                                              | 4802 pkt. NR | [ 52 ] |

## Klasyfikacja medalowa

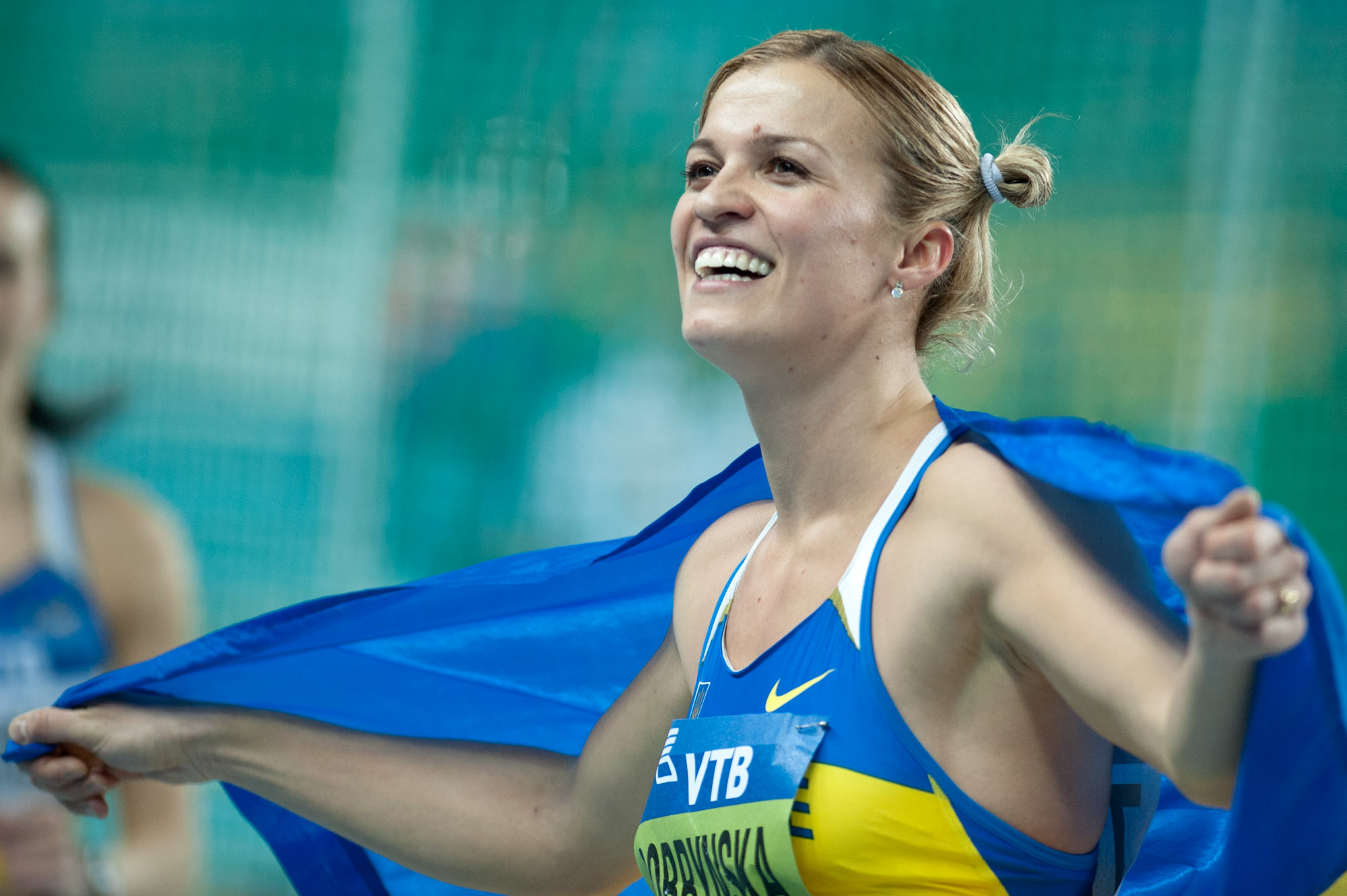
Ukrainka Natala Dobrynśka zdobyła złoto w pięcioboju ustanawiając wynikiem 5013 pkt. halowy rekord świata

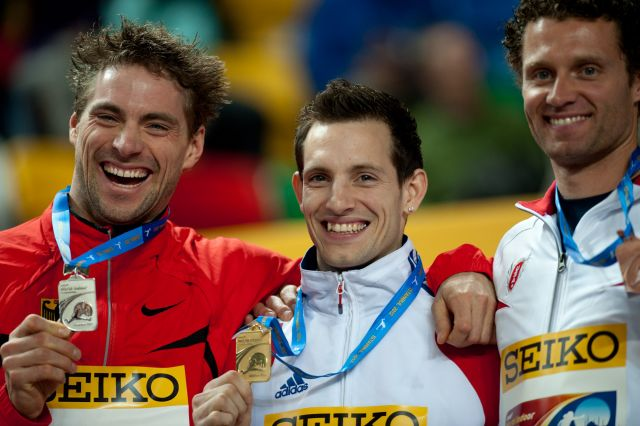
Medaliści skoku o tyczce na podium

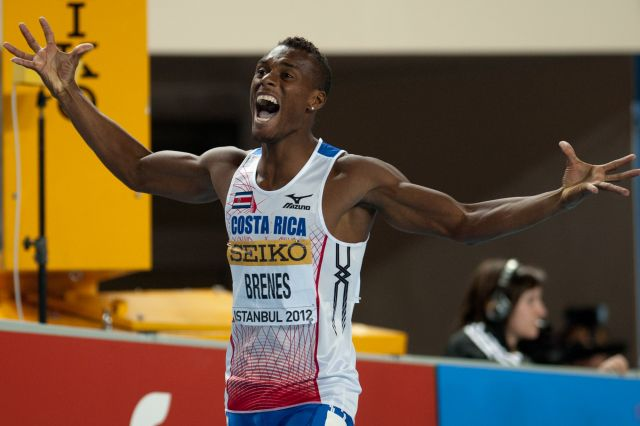
Nery Brenes (Kostaryka) po zwycięstwie w biegu na 400 metrów

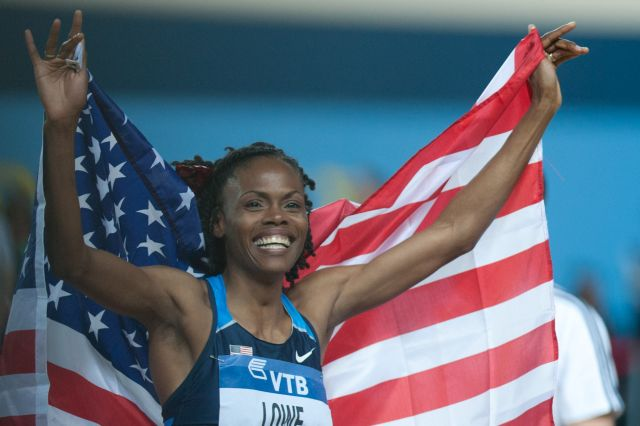
Chaunté Howard Lowe (USA) zwyciężyła w skoku wzwyż kobiet

W klasyfikacji medalowej najwięcej medali zdobyli przedstawiciele Europy – 36 w tym 6 złotych. Najwięcej złotych medali zdobyli zawodnicy z Ameryki Północnej. W sumie na podium stawali przedstawiciele wszystkich kontynentów.
| Miejsce | Reprezentacja            | Złoto | Srebro | Brąz | Razem |
| 1.      | Stany Zjednoczone        | 10    | 3      | 5    | 18    |
| 2.      | Wielka Brytania          | 2     | 3      | 4    | 9     |
| 3.      | Etiopia                  | 2     | 1      | 2    | 5     |
| 4.      | Kenia                    | 2     | 1      | 1    | 4     |
| 5.      | Rosja                    | 1     | 3      | 5    | 9     |
| 6.      | Ukraina                  | 1     | 2      | 0    | 3     |
| 7.      | Francja                  | 1     | 1      | 1    | 3     |
| 8.      | Australia                | 1     | 1      | 0    | 2     |
| 8.      | Jamajka                  | 1     | 1      | 0    | 2     |
| 8.      | Maroko                   | 1     | 1      | 0    | 2     |
| 11.     | Brazylia                 | 1     | 0      | 0    | 1     |
| 11.     | Grecja                   | 1     | 0      | 0    | 1     |
| 11.     | Kostaryka                | 1     | 0      | 0    | 1     |
| 11.     | Nowa Zelandia            | 1     | 0      | 0    | 1     |
| 15.     | Niemcy                   | 0     | 2      | 0    | 2     |
| 16.     | Bahamy                   | 0     | 1      | 1    | 2     |
| 16.     | Białoruś                 | 0     | 1      | 1    | 2     |
| 16.     | Turcja                   | 0     | 1      | 1    | 2     |
| 19.     | Chiny                    | 0     | 1      | 0    | 1     |
| 19.     | Czechy                   | 0     | 1      | 0    | 1     |
| 19.     | Kazachstan               | 0     | 1      | 0    | 1     |
| 19.     | Szwecja                  | 0     | 1      | 0    | 1     |
| 19.     | Włochy                   | 0     | 1      | 0    | 1     |
| 19.     | Wybrzeże Kości Słoniowej | 0     | 1      | 0    | 1     |
| 25.     | Kuba                     | 0     | 0      | 1    | 1     |
| 25.     | Litwa                    | 0     | 0      | 1    | 1     |
| 25.     | Polska                   | 0     | 0      | 1    | 1     |
| 25.     | Trynidad i Tobago        | 0     | 0      | 1    | 1     |

## Uczestnicy
Według wstępnych zgłoszeń w imprezie planowało wziąć udział 160 reprezentacji narodowych. Ostatecznie, według listy zgłoszeń – opublikowanej tydzień przed rozpoczęciem mistrzostw – udział zadeklarowały 172 reprezentacje narodowe – jest to największa liczba krajów startujących w halowych mistrzostwach świata od pierwszej edycji zawodów.
- Afganistan (2)[55]
- Anguilla (2)[55]
- Albania (2)[55]
- Algieria (2)[55]
- Andora (2)[55]
- Arabia Saudyjska (1)[55]
- Argentyna (1)[55]
- Armenia (2)[55]
- Aruba (1)[55]
- Australia (6)[56]
- Austria (3)[55][57]
- Azerbejdżan (2)[55][58]
- Bahamy (8)[59]
- Bahrajn
- Bangladesz (1)[55]
- Belgia (3)[55][60]
- Benin (2)[55]
- Bermudy (2)[55]
- Bhutan (2)[55]
- Białoruś (18)[58]
- Bośnia i Hercegowina (2)[55]
- Botswana (5)[61]
- Brazylia
- Brunei
- Brytyjskie Wyspy Dziewicze (1)[55]
- Bułgaria (8)[62]
- Burkina Faso
- Chiny (13)[55]
- Chińskie Tajpej (2)[55]
- Chorwacja (1)[58][63]
- Cypr (2)[55]
- Czad (1)[55]
- Czechy (12)[64][65]
- Dania (2)[55]
- Demokratyczna Republika Konga
- Dominika
- Dominikana
- Dżibuti
- Egipt
- Ekwador
- Estonia (2)[66]
- Etiopia (10)[55]
- Fidżi
- Filipiny (1)[55]
- Francja (11)[67]
- Gambia
- Ghana (3)[60]
- Gibraltar
- Grecja (8)[58][68]
- Grenada (2)[69]
- Gruzja (2)[55]
- Guam (1)[55]
- Gujana
- Gwinea
- Gwinea Bissau
- Gwinea Równikowa
- Haiti (1)[60]
- Hiszpania (20)[60][70]
- Holandia (4)[71]
- Hongkong
- Indie (1)[60][63]
- Indonezja (1)[55]
- Irak
- Iran
- Irlandia (3)[58]
- Islandia (2)[60]
- Izrael (2)[58]
- Jamajka (11)[72]
- Japonia (1)[73]
- Kajmany (1)[55]
- Kambodża (1)[55]
- Kamerun
- Kanada (5)[73][74]
- Katar
- Kazachstan (6)[55]
- Kenia (9)[75][76]
- Kirgistan
- Kiribati
- Kolumbia
- Kongo
- Komory
- Kostaryka
- Korea Południowa (1)[55]
- Kuba (11)
- Kuwejt
- Lesotho
- Liban
- Litwa (5)[66]
- Łotwa (2)
- Macedonia Północna (1)[55]
- Madagaskar (1)[55]
- Makau
- Malawi (1)[55]
- Malediwy
- Mali
- Malta (1)[55]
- Mariany Północne (1)[55]
- Maroko (8)[73]
- Mauretania
- Mauritius
- Meksyk (1)[55]
- Mikronezja
- Mołdawia (2)[58][73]
- Monako
- Mongolia
- Namibia (1)[63]
- Nauru
- Niemcy (17)[77][78]
- Nigeria (7)[55]
- Nikaragua
- Norfolk
- Norwegia (1)[66]
- Nowa Zelandia (1)[63]
- Oman
- Pakistan
- Panama
- Papua-Nowa Gwinea
- Paragwaj (1)[55]
- Peru
- Palestyna
- Palau
- Polinezja Francuska
- Polska (14)[79][80]
- Portoryko
- Portugalia (3)[81]
- Południowa Afryka (4)[82]
- Rosja (43)[83]
- Rumunia (13)[60]
- Rwanda
- Saint Kitts i Nevis
- Saint Lucia (1)[55]
- Saint Vincent i Grenadyny
- Salwador
- Samoa
- San Marino (2)[55]
- Senegal (1)[60]
- Serbia (1)[58][63]
- Seszele
- Sierra Leone
- Singapur
- Słowacja (1)[60]
- Słowenia (4)[84]
- Stany Zjednoczone (51)[63][85]
- Suazi
- Sudan
- Syria
- Szwajcaria (2)[60]
- Szwecja (4)[60]
- Tadżykistan
- Tajlandia
- Tanzania
- Tonga
- Trynidad i Tobago (7)[86]
- Turcja (20)[58][87]
- Turkmenistan (1)[55]
- Tuvalu
- Uganda
- Ukraina (27)[70][76]
- Urugwaj
- Uzbekistan (5)[55]
- Vanuatu (3)[55]
- Wenezuela
- Węgry (3)[88]
- Wielka Brytania (39)[76][89]
- Włochy (16)[90][91]
- Wybrzeże Kości Słoniowej
- Wyspy Cooka (1)[55]
- Wyspy Dziewicze Stanów Zjednoczonych
- Wyspy Marshalla
- Wyspy Salomona
- Zambia
- Zjednoczone Emiraty Arabskie (2)[55]